# احتفال نصر روماني

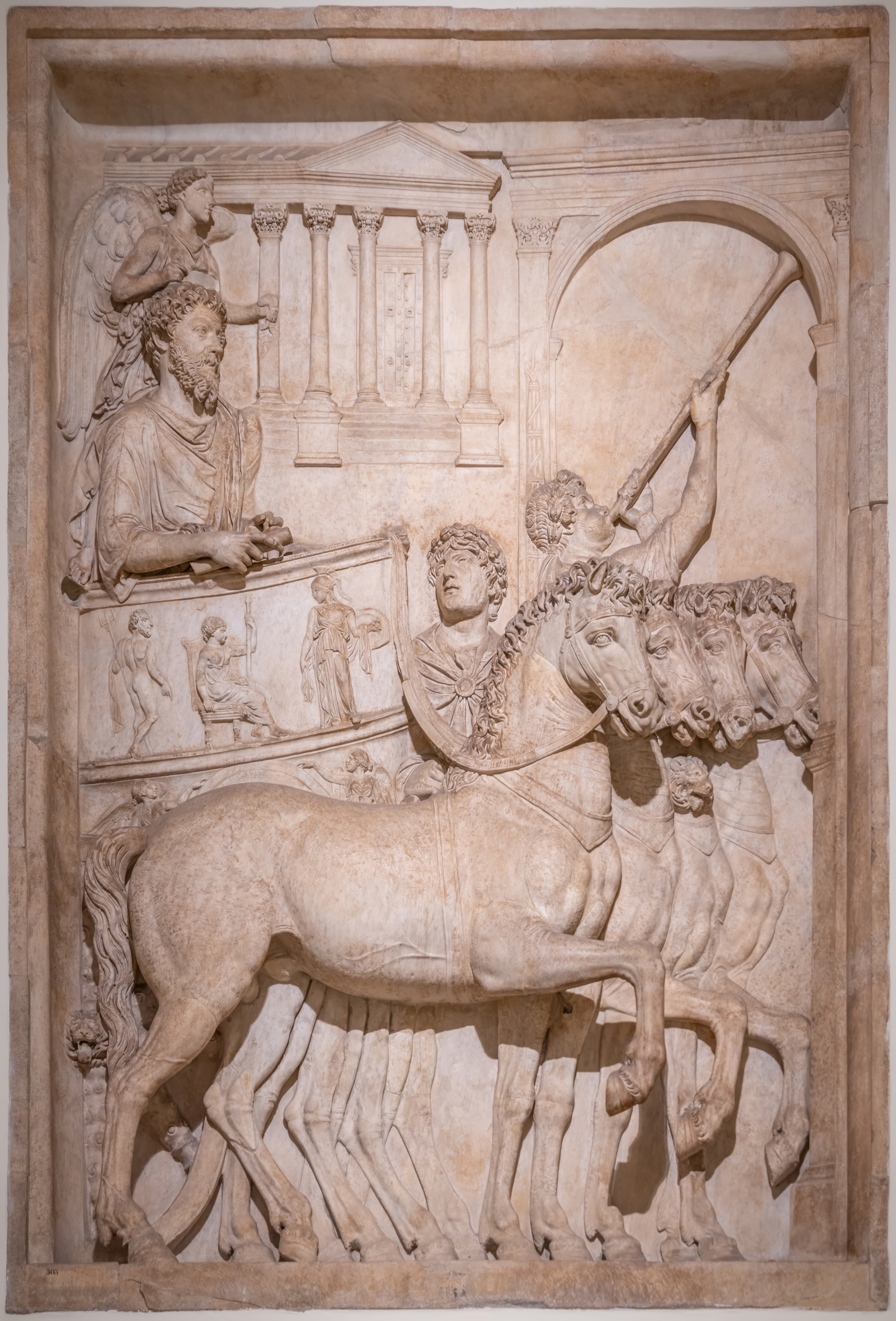
رسم منحوت يظهر الاحتفال بنصر الإمبراطور الروماني ماركوس أوريليوس بعد عودته من الحرب، بينما تحوم روحه حول رأسه.

احتفال النصر الروماني (باللاتينية: triumphus) كان احتفالاً عاماً وطقساً دينياً في روما القديمة، يُقَام على الملأ للاحتفال بنجاح قائد عسكريٍّ كبير قادة الجيوش الرومانية للنصر في خدمة الدولة أو - بالأصل على الأقل - ضد دولة أجنبية. في تقاليد الجمهورية الرومانية الأصيلة، لم تكن صلاحية إعلان احتفال بالنصر متاحة إلا لمجلس الشيوخ ذاته. خلال عهد الزعامة، أصبحت احتفالات النصر مظهراً سياسياً، حتى أنها باتت إجراءً شكلياً يهدف لترسيخ السلطة والشرعية الإمبراطورية. إن بداية هذا التقليد غير معروفة بجذورها، حيث يرجعها بعد المؤرخين إلى العهود الأسطورية الأولى لمدينة روما.
كان يرتدي الضابط المُكرَّم - في يوم الاحتفال بنصره - إكليلاً من الغار مع شملة النصر أرجوانية اللون المطرَّزة بالذهب، وهي مظاهر كانت تُعرِّفه على أنه رجل شبه مقدَّس أو شبه ملكي. كان يركب عجلة حربية تجرُّها أربعة أحصنة، ليقودها على شوارع روما في مسيرة مع جيشه وعبيده وأسرى حربه بدون أيّ سلاح. بعد ذلك، كان يتجه إلى معبد جوبيتر على هضبة كابيتولين ليُقدِّم أضحياته للآلهة شكراً لنصره. بعد ذلك، كان يحظى بحقّ أن يُطلَق عليه لقب vir triumphalis (وتعني رجل النصر) حتى نهاية حياته. وحتى بعد موته، فإنَّه كان يحظى بهذا التشريف في جنازته.
تطلَّبت الأخلاقيات السائدة في عهد الجمهورية الرومانية أنه وبالرغم من حيازة الرجل على هذا الشرف غير العادي، إلا أنَّه كان لا بد على من يحوزه أن يظهر نفسه أمام الناس بتواضعٍ شديد، بصفته مواطناً بسيطاً حظي بتشريف عظيم من ملجس الشيوخ وأهل روما والآلهة. بطبيعة الحال وإلى جانب الأبعاد الدينية والعسكرية للاحتفال، كان يقدم احتفال النصر هذا فرصةً عظيمة لإشهار النفس وحيازة سمعة في روما. ففي حين أن معظم الأعياد الرومانية كانت تقام في تواريخ ثابتة كل عام، كانت التقاليد تنصُّ على أن احتفالات النصر هي أحداث استثنائية لا بد من أن تحظى بمظاهر الاحتفال من المهرجانات والمآدب والألعاب العامة في أي وقت ضروريّ. كان يمكن للضابط الذي يُحتفَل به أيضاً أن يزيد من شعبية احتفاله وسمعته الشخصية بتوزيع النقود أثناء الاحتفال، وإعلانه عن تمويل مشروع لخدمة الصالح العام كبناء معبدٍ مثلاً. وبسبب كل هذه الفوائد السياسية والعسكرية لمثل هذه الاحتفالات، فقد ازدادت كثرتها بشكل كبير خلال الفترات الأخيرة من عهدة الجمهورية.

## الخلفية والاحتفالات

### رجل النصر
استحق الإنجاز العسكري الاستثنائي في روما الجمهورية أعلى درجة ممكنة من التكريم، والتي ربطت فير تريومفاليس («رجل النصر»، والذي عُرف لاحقًا بتريومفاتور) بماضي روما الأسطوري وشبه الأسطوري. في واقع الأمر، كان الجنرال قريبًا من أن يكون «ملكًا ليوم واحد»، وربما قريبًا من الألوهية. كان الجنرال يرتدي رداء الملك المرتبط تقليديًا بكل من الملكية الرومانية القديمة وبتمثال جوبيتر كابيتولينوس: ثوب «توغا بيكتا» الذهبي والأرجواني وتاج الغار والحذاء الأحمر، وربما مرة أخرى، وجهًا باللون الأحمر لإله روما الأعلى. كان الجنرال يُجَر في موكب عبر المدينة في عربة رباعية الخيول، تحت أنظار أقرانه وحشد يصفق، إلى معبد كابيتولين جوبيتر. كانت غنائمه وأسرى نصره تأتي في المقدمة وتليهم جيوشه. وما إن يصل إلى معبد كابيتولين، كان يضحي بثورين من الثيران البيضاء إلى جوبيتر ويضع عند قدميه رموز انتصاره، مهديًا انتصاره لمجلس الشيوخ الروماني والشعب والآلهة.
لم ترتبط الانتصارات بأي يوم أو موسم أو احتفال ديني معين من التقويم الروماني. واحتُفل بمعظمها في أبكر فرصة عملية ممكنة، ربما في الأيام التي اعتُبرت مباركة لهذه المناسبة. تطلّب التقليد أن يكون كل معبد مفتوحًا طوال فترة الانتصار. ولذلك كانت جماعة الآلهة الرومانية بأكملها تتشارك الاحتفال بمعنى ما، غير أن الاحتفال كان يتداخل بصورة حتمية مع بعض المهرجانات والأعياد. كان بعض منها من قبيل المصادفة، في حين حُضّر لبعضها الآخر. على سبيل المثال، كان الأول من شهر مارس، مهرجان ويوم ولادة مارس إله الحرب، الذكرى السنوية التقليدية لأول انتصار حققه بوبليكولا (504 قبل الميلاد) ولستة انتصارات جمهورية أخرى والانتصار الروماني الأول الذي حققه رومولوس. أجّل بومبي انتصاره الثالث والأشد أهمية لعدة أشهر بهدف أن يتزامن مع يوم ولادته (ميلاده).
بغض النظر عن الأبعاد الدينية، تركز الانتصار على الجنرال نفسه. إذ رفعه الاحتفال، وإن بصورة مؤقتة، فوق كل بشري روماني. مُنحت هذه الفرصة لعدد قليل جدًا. منذ عصر شيبيون الإفريقي، أقيمت صلات بين الجنرال المنتصر (على الأقل بالنسبة للمؤرخين خلال فترة الحكم) وبين الاسكندر المقدوني وهرقل نصف الإله، الذي عمل بغيرية لخير البشرية كلها. زُينت عربة انتصاره الفخمة بتمائم لتحميه من حسد محتمل (إنفيديا) وحقد المتفرجين. في بعض الروايات، يذكره مرافق أو عبد من العامة من حين إلى آخر ببشريته (تذكرة الموت).

### الموكب
ربما كانت أقدم «احتفالات النصر» التي أقامتها روما عبارة عن مسيرات نصر بسيطة احتفالًا بعودة الجنرال المنتصر وجيشه إلى المدينة حاملين ثمار نصره وانتهاءًا ببعض أشكال الإخلاص للآلهة. من المتحمل أن هذا ما كانت عليه الانتصارات الأسطورية الأولى وشبه الأسطورية اللاحقة في حقبة روما الملكية، حين تولى الملك منصب أعلى قاض في روما وقائد حربها. مع تزايد عدد سكان روما وقوتها ونفوذها وإقليمها، زاد حجم وطول وتنوع وبذخ مواكب النصر الخاصة بها.
حُشد الموكب (بومبا) في المساحة المفتوحة من منطقة كامبوس ماريتوس (أرض مارس) ربما قبل وقت ليس بقصير من بزوغ الفجر. من هناك، بصرف النظر عن جميع التأخيرات والحوادث غير المتوقعة، كان الموكب سيسير بوتيرة بطيئة في أفضل الأحوال، تتخلل سيره توقفات مختلفة مخطط لها في طريقه إلى وجهته النهائية إلى معبد كابيتولين، على مسافة أقل بقليل من 4 كم (2.48 ميل). كانت مواكب النصر سيئة الصيت بطولها وبطئها، إذ كان ممكنًا أن يدوم أطولها ليومين أو ثلاثة أيام، وربما أكثر، وقد يكون بعضها أطول من الطريق نفسه.
تشير بعض المصادر القديمة والحديثة إلى تنظيم نموذجي إلى حد ما للموكب. إذ يأتي في المقدمة قادة الأسرى والحلفاء والجنود (وأحيانًا عائلاتهم) وهم يسيرون عادةً مقيدين بسلاسل، وحُكم على بعضهم بالإعدام أو باستعراض أطول. وكانت تُنقل خلفهم أسلحتهم ودروعهم والذهب والفضة والتماثيل والكنوز الغريبة والنادرة التي جرى الاستيلاء عليها، إضافة إلى لوحات فنية وألواح وأشكال تصور أماكن وفترات هامة من الحرب. يليهم، سيرًا على الأقدام، أعضاء مجلس شيوخ وقضاة روما ويتبعهم خدم الجنرال مرتدين أردية الحرب الحمراء ويحملون رزمًا مربوطة من العصي الخشبية المكللة بالغار، ومن ثم الجنرال في عربة تقودها أربع خيول. قد يرافقه في العربة مرافق أو عبد من العامة، وفي بعض الحالات، أولاده الأصغر سنًا. وكان ضباطه وأبناؤه الأكبر سنًا يركبون الخيل على مقربة منه. ويتبعهم جنود عزّل يرتدون ثيابًا رومانية فضفاضة ويضعون على رؤوسهم تيجان الغار هاتفين «لقد انتصرت» ويغنون أغانٍ بذيئة على نفقة جنرالهم. في مكان ما من الموكب، قِيد ثوران أبيضان يخلوان من أي عيوب من أجل تضحية جوبيتر، مزينين بأكاليل وبقرون مذهّبة. جرى كل هذا بصحبة الموسيقى وغيوم من البخور ونثر للزهور.
تقريبًا لا يُعرف أي شيء عن البنية التحتية للموكب وإدارته. تحملت الدولة بشكل جزئي تكلفة الموكب الهائلة دون شك، ولكن غالبًا ما كانت تغطى تكاليف الموكب من خلال أموال الجنرال المنهوبة والتي تتناولها معظم المصادر بتفصيل كبير وصيغ تفضيل غير متوقعة. بمجرد نقلها، تضخ الثروة المحمولة مبالغ ضخمة في الاقتصاد الروماني، تسبب المبلغ الذي جلبه نصر أوكتافيان على مصر بهبوط في معدلات الفائدة وبارتفاع حاد في أسعار الأراضي. لا يتطرق أي مصدر قديم إلى لوجستيات الموكب: مكان نوم أو أكل الجنود والأسرى، في موكب يستمر عدة أيام، أو مكان تمركز هذه الآلاف بالإضافة إلى المتفرجين في الاحتفال النهائي في معبد كابيتولين.

### الطريق
المخطط التالي هو للطريق الذي سلكته «بعض أو العديد» من الانتصارات، وهو يستند إلى عمليات إعادة بناء قياسية حديثة. كان من الممكن تحويل أي طريق تقليدي أو أصلي إلى حد ما من خلال عمليات إعادة التحسين العديدة للمدينة وإعادة البناء، أو أحيانًا بصورة اختيارية. تقع نقطة الانطلاق (كامبوس مارتيوس) خارج حدود المدينة المقدسة (بوميريوم)، على حدود الضفة الشرقية لنهر التيبر. دخل الموكب المدينة عبر بورتا تريومفاليس (بوابة النصر)، وعبَر الموكب جدار البوميريوم حيث يتخلى الجنرال عن القيادة إلى مجلس الشيوخ والقضاة. وواصل الموكب طريقه عبر موقع سيركوس فلامينيوس المحاذي للقاعدة الجنوبية لتلة كابيتولين والفيلابروم على امتداد فيا تريومفاليس (طريق النصر) باتجاه سيركوس ماكسيموس، ربما لإنزال أي سجناء محكوم عليهم بالإعدام عند سجن توليانوم. دخل الموكب إلى حي فيا ساكرا ومن ثم إلى المنتدى الروماني. أخيرًا، صعد الموكب تلة كابيتولين إلى معبد جوبيتر كابيتولينوس. بمجرد إتمام التضحية وشعائر الإخلاص، توزَّع الموكب والمتفرجون على الولائم والألعاب وغيرها من وسائل الترفيه التي كان الجنرال المنتصر يرعاها.

### الولائم والألعاب وسائل الترفيه
في معظم الانتصارات، موّل الجنرال أي ولائم تعقب الموكب من حصته من المسروقات. كانت هناك مآدب للشعب ومآدب منفصلة وأكثر غنى للنخبة، استمرت بعض المآدب طوال الليل تقريبًا. يقدم ديونيسوس اختلافًا مع ولائم النصر الفخمة الخاصة بعصره عبر تقديمه لنصر رومولوس أبسط «الولائم» الممكنة، يحضّر رومان من العامة موائد الطعام على أنها «ترحيب بالعودة إلى الوطن» فيما تأخذ القوات العائدة كرعات ولقمًا مع مرورها. وأعاد على نفس المنوال إقامة وليمة أول انتصار للجمهورية. يزعم فارو أن عمته حصلت على 20 ألف سيسترتيوس من خلال توفير 5000 سمنة لنصر كايسيليوس ميتيلوس في عام 71 قبل الميلاد.